# Piroksikam
Piroksikám je nesteroidna protivnetna učinkovina iz oksikamske skupine s protibolečinskim in protirevmatičnim delovanjem z dolgo razpolovno dobo; uporablja se za lajšanje simptomov bolečih vnetnih bolezni, kot je artritis. Deluje rako, da preprečuje nastajanje endogenih prostaglandinov, ki so med drugim vključeni v mehanizem nastanka bolečine in otekline. Uporablja se za peroralno, v obliki kapsul ali tablet, ponekod pa tudi v obliki gela za lokalno zdravljenje. Obstajajo tudi formulacije z β-ciklodekstrinom, ki poveča absorpcijo učinkovine iz prebavil. Piroksikam je eden od redkih nesteroidnih protivnetnih zdravil, ki se lahko uporablja tudi parenteralno. 
Podjetje Pfizer ga je patentiralo leta 1968, za klinično uporabo pa so ga odobrili leta 1979. Leta 1992 so prišla na tržišče tudi generična zdravila, v svetu pa je sedaj na trgu pod številnimi tržnimi imeni.

## Klinična uporaba
Uporablja se za zdravljenje določenih vnetnih bolezni (kot sta revmatoidni artritis, osteoartritis), primarne dismenoreje (boleče menstruacije), pooperativne bolečine. Protibolečinsko deluje zlasti pri stanjih, ki jih spremlja vnetje. Evropska agencija za zdravila je leta 2007 objavila izsledke pregleda podatkov za piroksikam in ga priporočila le za zdravljenje kroničnih vnetnih bolezni, ker le pri tej indikaciji koristi zdravljenja pretehtajo tveganja.

## Neželeni učinki
Kot pri drugih nestroidnih protivnetnih učinkovinah tudi pri piroksikamu poglavitni neželeni učinki vključujejo prebavne težave (kot so slabost, driska, krvavitve in razjede želodca), glavobol, omotica, živčnost, depresija, zaspanost, nespečnost, vrtoglavica, tinitus in druge težave z ušesi, povišan krvni tlak, otekline, preobčutljivost za svetlobo in kožne reakcije (redko tudi Stevens–Johnsonov sindrom in toksična epidermalna nekroliza), v redkih primerih odpoved ledvic, pankreatitis, poškodbe jeter, motnje vida, pljučna eozinofilija in alveolitis. V primerjavi z drugimi nesteroidnimi protivnetnimi zdravili pogosteje povzroča prebavne težave in hude kožne reakcije.